# Przedświąteczny wieczór
Przedświąteczny wieczór – polski film psychologiczny z 1966 roku na podstawie noweli Jerzego Stefana Stawińskiego.

## Główne role
- Krzysztof Chamiec - Andrzej Zapała
- Jadwiga Andrzejewska - staruszka na Irysowej 8 oraz kobieta sprzątająca mieszkanie Andrzeja
- Ewa Krzyżewska - kochanka Andrzeja
- Teresa Szmigielówna - technik dyżurny w centrali telefonicznej
- Ewa Wiśniewska - Aldona
- Ryszard Barycz - mężczyzna poszukujący Aldony
- Zbigniew Cybulski - kombatant, kolega Zapały
- Jerzy Duszyński - doktor Jerzy Zalewski
- Emil Karewicz - kombatant, kolega Zapały
- Marian Łącz - kombatant, kolega Zapały
- Zdzisław Maklakiewicz - kombatant Witold
- Józef Pieracki - milicjant
- Edward Wichura - pielęgniarka w gabinecie doktora Zalewskiego
- Zofia Czerwińska - barmanka w kawiarni "Ewa"

## Fabuła
W wigilijną noc Andrzej wraca do swojego mieszkania i stara się znaleźć ślad Ewy – kobiety, którą sobie wymyślił. Zaczyna od wizyty u psychiatry, później spotyka się z tajemniczą brunetką i dawnymi towarzyszami broni. Aż w końcu poprowadzi rozmowę przez telefon.